# Egidijus Skarbalius
Egidijus Skarbalius (* 29. April 1967 in Klaipėda) ist ein litauischer Politiker und Bildungsmanager. 

## Leben
Nach dem Abitur 1985 an der Mittelschule Gedminai absolvierte er das Diplomstudium 1990 an der Lietuvos valstybinė konservatorija und wurde Kultur- und Bildungsmanager. 
1993 arbeitete er bei „Labagera“ als stellv. Direktor und bei „Apuoli“ als Leiter. Er war von 2000 bis 2004 Mitglied im Seimas. 2003 war er Mitglied im Stadtrat Klaipėda und von 2011 bis 2015 im Rat der Rajongemeinde Klaipėda. Er ist Doktorand  und Assistent am Lehrstuhl für Edukologie der Fakultät für Pädagogik der Klaipėdos universitetas. Seit 2024 leitet er als Direktor die Berufsschule (das Bildungszentrum von Paul Lindenau Klaipėda). 
Von 1989 bis 1990 war er Mitglied von Sąjūdis, ab 1995 der Lietuvos liberalų sąjunga und ab 2010 der Žemaičių partija.
Er ist verheiratet. Mit Frau Aelita hat er die Kinder Vismuntas, Vilius, Saulė.

## Quelle
- 2011 m. Lietuvos savivaldybių tarybų rinkimai

| Personendaten    | Personendaten         |
| ---------------- | --------------------- |
| NAME             | Skarbalius, Egidijus  |
| KURZBESCHREIBUNG | litauischer Politiker |
| GEBURTSDATUM     | 29. April 1967        |
| GEBURTSORT       | Klaipėda              |